# 4-Octanon
4-Octanon ist eine chemische Verbindung aus der Gruppe der Dialkylketone.

## Gewinnung und Darstellung
4-Octanon kann durch Reaktion von 1-Hexen-3-on mit Lithiumdiethylkupfer oder 1-Hepten-3-on mit Lithiumdimethylkupfer gewonnen werden.

## Eigenschaften
4-Octanon ist ein farblose Flüssigkeit, die praktisch unlöslich in Wasser ist.